# Ennio Mummolo
Ennio Mummolo (latino: Ennius Mummolus o Mommulus o Mummulus) (... – 585) è stato un militare franco.

## Biografia
Figlio di Peonio, conte di Auxerre, duca di Avignone era un patrizio franco, probabilmente di origine gallo-romana, che servì sotto il re Gontrano.
Peonio inviò il figlio presso Gontrano con dei doni, per garantirsi la riconferma come conte, ma Mummolo usò questi doni per richiedere la carica di conte per sé stesso, cosa che ottenne. Mummolo divenne importante in Gallia durante la prima invasione longobarda. Il patrizio Amato morì in battaglia e fu sostituito da Mummolo come comandante in capo.
Fu nelle guerre contro i Longobardi che Mummolo si distinse come stratega di doti non comuni nella Gallia contemporanea. I Longobardi si trovavano allora in un interregno noto come il Periodo dei Duchi e tre dei loro duchi, Zabano di Pavia, Amone di Torino e Rodano di Asti, invasero la Provenza e furono scacciati da Mummolo ed inseguiti fino in Italia. La sua prima vittoria tattica fu presso Embrun. Questa fu seguita da una sconfitta contro alcune milizie Sassoni che avevano accompagnato i Longobardi a Estoublon. L'esercito sassone principale, in ogni caso, scelse la pace. Quando però i Sassoni giunsero al Rodano, fu negato loro il passaggio, e furono fermati da Mummolo. I Sassoni pagarono un alto prezzo in oro e fu concesso infine loro il permesso di passare.
Mummolo invase quindi l'Italia e costrinse Zabano, Amone e Rodano a ritornare nei loro ducati. Il regno franco di Borgogna di Gontrano fu quindi esteso a spese dei Longobardi, includendo le città cisalpine di Aosta assieme alla Valle d'Aosta e Susa con Cesana e Oulx, alla Val di Susa e alle Valli di Lanzo.
Dopo le guerre contro i Longobardi, Mummolo andò in soccorso del re di Austrasia, Sigeberto I, contro il re di Soissons, Chilperico I. Riconquistò con successo Tours e Poitiers. Si scontrò allora con Desiderio di Aquitania, primo comandante di Chilperico, e lo sconfisse in battaglia. Da quel momento fu riconosciuto come il miglior comandante della Gallia. Si unì al duca ribelle Gontrano Bosone ed inizialmente sostenne Gundovaldo come pretendente al trono di Aquitania contro Gontrano, ma abbandonò la causa di Gundovaldo e si riunì a Gontrano contro l'insurrezione. Sabotò le navi dei ribelli nel tentativo di affondarle nel Rodano, ma Gontrano Bosone raggiunse Avignone, dove Mummolo era accampato, e la assediò. All'assedio di Avignone, Mummolo mostrò grande conoscenza tattica, deviando l'acqua del fiume in un fossato e scavando buche nel letto del fossato per renderlo non traversabile dalle forze assedianti. Il nipote di Gontrano, Childeberto II, inviò un esercito che liberò Avignone e salvò Mummolo.
Gregorio di Tours accusò Mummolo di aver assoggettato molti Franchi che fino ad allora erano stati esenti da tassazione. Durante le guerre contro Chilperico, Mummolo fu avversato dalla regina Fredegonda, che lo ritenne responsabile della morte di suo figlio Teodorico e lo accusò di stregoneria. Fu infine catturato durante una ribellione e condannato a morte da Gontrano. Lasciò un grande tesoro, che fu successivamente saccheggiato, dato che i membri della sua famiglia erano stati arrestati dagli uomini del re.

## Stemma
D'argento al leone d'oro (per inchiesta), lampassato di rosso, impugnante un giglio del secondo, rampante su una terrazza erbosa di verde.
Lo stemma blasonato per inchiesta allude alle sue gesta, dettagliatamente descritte da Gregorio di Tours in Historia Francorum.